# Frota Britânica do Pacífico

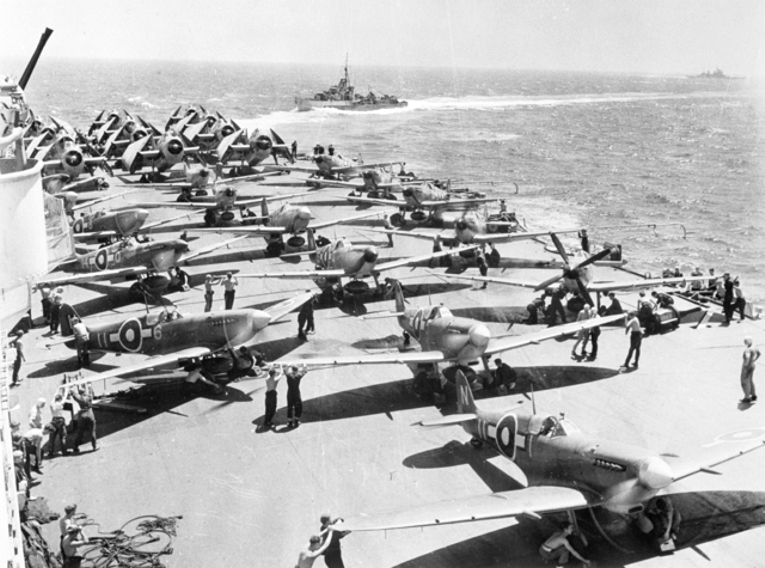
O deque do porta-aviões britânico HMS Implacable indo para Okinawa, em 1945.

A Frota Britânica do Pacífico (em inglês: British Pacific Fleet) foi uma força naval da Marinha Real do Reino Unido que viu ação contra o Império do Japão durante a Segunda Guerra Mundial. A frota era composta por navios de vários países da Comunidade Britânica de Nações. Foi criada em 22 de novembro de 1944 e sua principal base ficava na cidade de Sydney, na Austrália, com outra base avançada na Ilha Manus.
Foi uma das maiores frotas já reunidas pela Marinha Real. Perto do fim da guerra, tinha quatro couraçados, vinte e um porta-aviões, onze cruzadores e vários outros navios de guerra menores, submarinos e outras embarcações de apoio menores.